# Paravilla montivaga
Paravilla montivaga är en tvåvingeart som beskrevs av Hall 1981. Paravilla montivaga ingår i släktet Paravilla och familjen svävflugor. Inga underarter finns listade i Catalogue of Life.